# Lambeth North (London Underground)

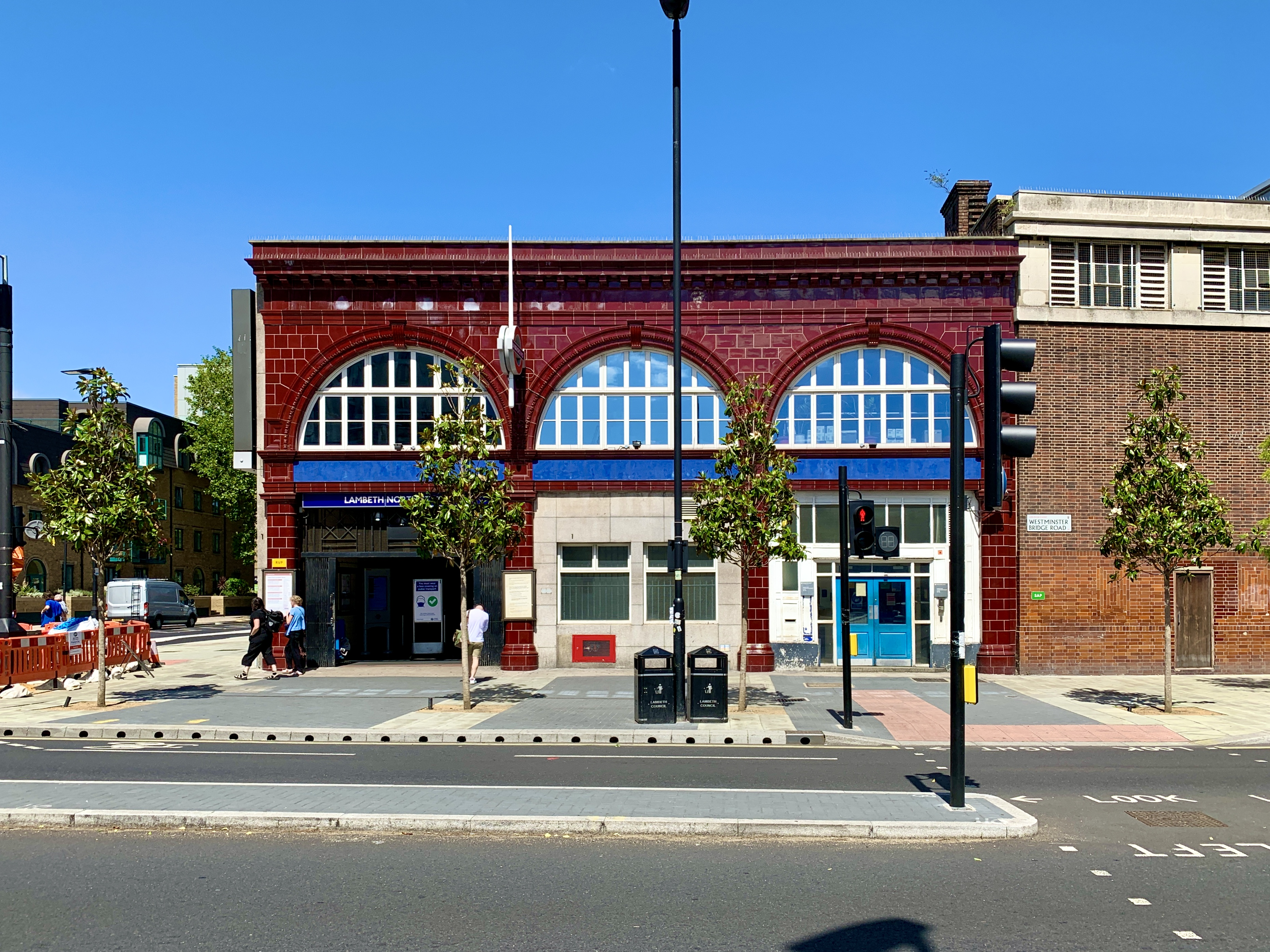
Stationsgebäude

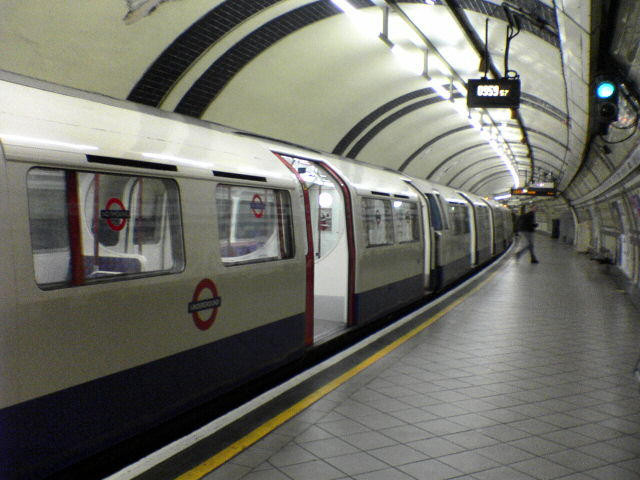
Bahnsteig mit Zug

Lambeth North ist eine unterirdische Station der London Underground im Stadtbezirk London Borough of Lambeth. Sie liegt in der Travelcard-Tarifzone 1 an der Westminster Bridge Road. Im Jahr 2014 nutzten 3,57 Millionen Fahrgäste diese von der Bakerloo Line bediente Station. Das Imperial War Museum ist wenige hundert Meter entfernt.
Die Baker Street and Waterloo Railway, die Vorgängergesellschaft der Bakerloo Line, nahm die Station am 10. März 1906 unter dem Namen Kennington Road in Betrieb. Knapp fünf Monate lang war hier die südliche Endstation, bis die Strecke am 5. August 1906 nach Elephant & Castle verlängert wurde. An diesem Tag erfolgte die Umbenennung der Station in Westminster Bridge Road. Am 15. April 1917 erhielt die Station ihren heutigen Namen Lambeth North. Vom 9. November 1996 bis zum 14. Juli 1997 war sie wegen Umbauarbeiten geschlossen.
Die vom Architekten Leslie Green entworfene Station besitzt zwei Aufzüge und eine Wendeltreppe hinunter zu den Bahnsteigen; diese befinden sich etwa 25 Meter unter der Erdoberfläche.